# Kavacık, Karabağlar
Kavacık là một xã thuộc huyện Karabağlar, tỉnh İzmir, Thổ Nhĩ Kỳ. Dân số thời điểm năm 2010 là 740 người.